# Juszkiewicze (obwód brzeski)
Juszkiewicze (biał. Юшкавічы; ros. Юшковичи) – wieś na Białorusi, w obwodzie brzeskim, w rejonie baranowickim, w sielsowiecie Kroszyn.
Znajduje tu się rzymskokatolicka parafia Trójcy Przenajświętszej w Juszkiewiczach oraz przystanek kolejowy Juszkiewicze, leżący na linii Moskwa - Mińsk - Brześć.

## Historia
W dwudziestoleciu międzywojennym wieś leżała w Polsce, w województwie nowogródzkim, w powiecie baranowickim. Wieś była wówczas zamieszkana przez Polaków.
5 kwietnia 1945 podczas rewizji wsi przez NKWD zastrzelono 12 jej mieszkańców, a 8 aresztowano i następnie zesłano do łagrów za przynależność do Armii Krajowej. Do 1953 roku wielu mieszkańców zostało zesłanych do Kazachstanu lub repatriowanych w nowe granice Polski ze względu na opór stawiany przy kolektywizacji.